# Västerbyätten
Västerbyätten är ett nutida konventionellt namn på en svensk medeltida frälseätt under 1400-talet med Västerby gård på ön Händelö i i dåvarande Lösings härad, Norrköping som stamgods. Ätten utdog innan Sveriges Riddarhus grundades 1625, varför den aldrig introducerades där som adelsätt.

## Historik
Stamfadern, Joakim Björnsson, anges i källor som väpnare och välboren. Hans maka, Margareta Birgersdotter (Sparre av Fyllingarum), ärvde den västra gården på ön Hendelö, vilken Maken använde som sätesgård. Gården kom då att kallas Västerby, varifrån ätten i modern tid har fått sitt namn.
Joakim Björnsson figurerar i ett flertal godsaffärer under slutet av 1400-talet: 1472 omnämns han i en sådan som väpnare. 16 maj 1475 genomför han ett jordbyte med Erland Petersson och Nils Birgersson i Fyllingarum.. 14 oktober 1476 gifte Joakim Björnsson om sig med Ingegärd Haraldsdotter (Staffanssönernas ätt, två sparrar) i hennes andra gifte, hon var tidigare gift med Bengt Olofsson i Dala. Ingegärd var dotter till Harald Magnusson (Staffanssönernas ätt, två sparrar), i Opplunda och Elin Jonsdotter (tre örnfötter ). 1481 säljer han gårdar i Tibble och Olands socknar till Nils Klausson i Vik (Nils Klausson (Sparre av Ellinge)). 1487 byter han jord i Berga med Sankt Olai kyrka i Norrköping, År bevittnar han i Söderköping ett brev från allmogen i Bråbo och Lösings härad till Sten Sture den äldre med klagomål över Norrköpings borgare.
Joakim Björnsson hade med Ingegärd dottern Margareta. Hon var enligt Biskop Hans Brasks släktbok gift med lagmannen och riksrådet Bengt Abjörnsson (Liljesparre), vilken därmed blev ägare till sätesgården Händelö vid Norrköping. Margareta Joakimsdotter levde ännu 20 januari 1521, då hon enligt Anna Pedersdotter Bielkes släktbok gifte om sig med Christiern Henriksson (yngre Lagarpsätten). Margareta Joakimsdotter fick med Bengt Abjörnsson minst två barn: Birgitta, död ung, och Erik Bengtsson, död ung. Bengt Ambjörnsson hade i ett tidigare gifte sonen Ture Bengtsson, vilken ärvde Händelö gård, varefter gården gick vidare inom ätten Bielke af Åkerö.